# Eiichi Sakurai
Eiichi Sakurai (桜井栄一, Sakurai Eiichi, 1909-1998) est un photographe japonais, lauréat de l'édition 1965 du prix de la Société de photographie du Japon  dans la catégorie « Contributions remarquables ».